# آلکساندر میکائلیان
آلکساندر میکائلیان (ارمنی: Ալեքսանդր Միքայելյան؛ زادهٔ ۹ اکتبر ۱۹۹۰) یک کشتی‌گیر اهل ارمنستان است.
وی در مسابقات کشوری و بین‌المللی در مجموع برندهٔ ۱ مدال نقره شده‌است.